# Hippopotamyrus
Hippopotamyrus é um género de peixe da família Mormyridae.
Este género contém as seguintes espécies:
- Hippopotamyrus aelsbroecki (Poll, 1945)
- Hippopotamyrus ansorgii (Boulenger, 1905)
- Hippopotamyrus castor Pappenheim, 1906
- Hippopotamyrus grahami (Norman, 1928)
- Hippopotamyrus harringtoni (Boulenger, 1905)
- Hippopotamyrus longilateralis Kramer & Swartz, 2010
- Hippopotamyrus macrops (Boulenger, 1909)
- Hippopotamyrus macroterops (Boulenger, 1920)
- Hippopotamyrus pappenheimi (Boulenger, 1910)
- Hippopotamyrus paugyi Lévêque & Bigorne, 1985
- Hippopotamyrus pictus (Marcusen, 1864)
- Hippopotamyrus psittacus (Boulenger, 1897)
- Hippopotamyrus retrodorsalis (Nichols & Griscom, 1917)
- Hippopotamyrus szaboi Kramer, van der Bank & Wink, 2004
- Hippopotamyrus weeksii (Boulenger, 1902)
- Hippopotamyrus wilverthi (Boulenger, 1898)